# Brachysema praemorsum
Brachysema praemorsum är en ärtväxtart som beskrevs av Meissner. Brachysema praemorsum ingår i släktet Brachysema och familjen ärtväxter. Inga underarter finns listade i Catalogue of Life.